# Marele Premiu al statului Singapore din 2022
Marele Premiu al statului Singapore din 2022 (cunoscut oficial ca Formula 1 Singapore Airlines Singapore Grand Prix 2022) a fost o cursă auto de Formula 1 ce s-a desfășurat între 30 septembrie-2 octombrie 2022 pe Circuitul Marina Bay din Singapore. Aceasta a fost cea de-a șaptesprezecea rundă a Campionatului Mondial de Formula 1 din 2022.
Deși au fost programate cele 61 de tururi obișnuite, doar 59 au fost finalizate din cauza atingerii limitei de timp de două ore. Startul cursei a fost întârziat cu peste o oră din cauza vremii și a dus la începerea cursei în condiții umede, care s-au uscat treptat pentru a permite trecerea la anvelopele slick în a doua jumătate a cursei. În ciuda unei penalizări de cinci secunde, cursa a fost câștigată de pilotul de la Red Bull Racing, Sergio Pérez, cu pole sitter-ul Charles Leclerc terminând pe locul al doilea și coechipierul său de la Ferrari, Carlos Sainz Jr., terminând pe locul al treilea.

## Calificări
Calificările au început în condiții umede, piloții pornind cu anvelope intermediare, apoi trecând la anvelope uscate, compuse moi în Q3.
| Poz.                  | Nr. | Pilot            | Constructor                  | Timpi calificări | Timpi calificări | Timpi calificări | Grila finală |
| Poz.                  | Nr. | Pilot            | Constructor                  | Q1               | Q2               | Q3               | Grila finală |
| --------------------- | --- | ---------------- | ---------------------------- | ---------------- | ---------------- | ---------------- | ------------ |
| 1                     | 16  | Charles Leclerc  | Ferrari                      | 1:54,129         | 1:52,343         | 1:49,412         | 1            |
| 2                     | 11  | Sergio Pérez     | Red Bull Racing-RBPT         | 1:54,404         | 1:52,818         | 1:49,434         | 2            |
| 3                     | 44  | Lewis Hamilton   | Mercedes                     | 1:53,161         | 1:52,691         | 1:49,466         | 3            |
| 4                     | 55  | Carlos Sainz Jr. | Ferrari                      | 1:54,559         | 1:53,219         | 1:49,583         | 4            |
| 5                     | 14  | Fernando Alonso  | Alpine-Renault               | 1:55,360         | 1:53,127         | 1:49,966         | 5            |
| 6                     | 4   | Lando Norris     | McLaren-Mercedes             | 1:55,914         | 1:53,942         | 1:50,584         | 6            |
| 7                     | 10  | Pierre Gasly     | AlphaTauri-RBPT              | 1:55,606         | 1:53,546         | 1:51,211         | 7            |
| 8                     | 1   | Max Verstappen   | Red Bull Racing-RBPT         | 1:53,057         | 1:52,723         | 1:51,395         | 8            |
| 9                     | 20  | Kevin Magnussen  | Haas-Ferrari                 | 1:55,103         | 1:54,006         | 1:51,573         | 9            |
| 10                    | 22  | Yuki Tsunoda     | AlphaTauri-RBPT              | 1:55,314         | 1:53,848         | 1:51,983         | 10           |
| 11                    | 63  | George Russell   | Mercedes                     | 1:54,633         | 1:54,012         | N/A              | PL           |
| 12                    | 18  | Lance Stroll     | Aston Martin Aramco-Mercedes | 1:55,629         | 1:54,211         | N/A              | 11           |
| 13                    | 47  | Mick Schumacher  | Haas-Ferrari                 | 1:55,736         | 1:54,370         | N/A              | 12           |
| 14                    | 5   | Sebastian Vettel | Aston Martin Aramco-Mercedes | 1:55,602         | 1:54,380         | N/A              | 13           |
| 15                    | 24  | Zhou Guanyu      | Alfa Romeo-Ferrari           | 1:55,375         | 1:55,518         | N/A              | 14           |
| 16                    | 77  | Valtteri Bottas  | Alfa Romeo-Ferrari           | 1:56,083         | N/A              | N/A              | 15           |
| 17                    | 3   | Daniel Ricciardo | McLaren-Mercedes             | 1:56,226         | N/A              | N/A              | 16           |
| 18                    | 31  | Esteban Ocon     | Alpine-Renault               | 1:56,337         | N/A              | N/A              | 17           |
| 19                    | 23  | Alexander Albon  | Williams-Mercedes            | 1:56,985         | N/A              | N/A              | 18           |
| 20                    | 6   | Nicholas Latifi  | Williams-Mercedes            | 1:57,532         | N/A              | N/A              | 19           |
| Regula 107%: 2:00,971 |     |                  |                              |                  |                  |                  |              |
| Sursa:                |     |                  |                              |                  |                  |                  |              |

Note
- ^1 – George Russell s-a calificat pe locul 11, dar a fost nevoit să înceapă cursa din spatele grilei pentru că și-a depășit cota de elemente ale unității de putere. Noile elemente ale unității de putere au fost schimbate în timp ce mașina era sub parcul închis fără permisiunea delegatului tehnic. Prin urmare, a fost obligat să înceapă cursa de pe linia boxelor.[4]

## Cursă
Cursa a avut loc pe 2 octombrie. Trebuia să înceapă la ora locală 20:00 (UTC+08:00), înainte de a fi amânată până la 21:05 din cauza furtunilor.
| Poz.                                                               | Nr. | Pilot            | Constructor                  | Tururi | Timp/Retras | Grilă | Puncte |
| ------------------------------------------------------------------ | --- | ---------------- | ---------------------------- | ------ | ----------- | ----- | ------ |
| 1                                                                  | 11  | Sergio Pérez     | Red Bull Racing-RBPT         | 59     | 2:02:20,238 | 2     | 25     |
| 2                                                                  | 16  | Charles Leclerc  | Ferrari                      | 59     | +2,595      | 1     | 18     |
| 3                                                                  | 55  | Carlos Sainz Jr. | Ferrari                      | 59     | +10,305     | 4     | 15     |
| 4                                                                  | 4   | Lando Norris     | McLaren-Mercedes             | 59     | +21,133     | 6     | 12     |
| 5                                                                  | 3   | Daniel Ricciardo | McLaren-Mercedes             | 59     | +53,282     | 16    | 10     |
| 6                                                                  | 18  | Lance Stroll     | Aston Martin Aramco-Mercedes | 59     | +56,330     | 11    | 8      |
| 7                                                                  | 1   | Max Verstappen   | Red Bull Racing-RBPT         | 59     | +58,825     | 8     | 6      |
| 8                                                                  | 5   | Sebastian Vettel | Aston Martin Aramco-Mercedes | 59     | +1:00,032   | 13    | 4      |
| 9                                                                  | 44  | Lewis Hamilton   | Mercedes                     | 59     | +1:01,515   | 3     | 2      |
| 10                                                                 | 10  | Pierre Gasly     | AlphaTauri-RBPT              | 59     | +1:09,576   | 7     | 1      |
| 11                                                                 | 77  | Valtteri Bottas  | Alfa Romeo-Ferrari           | 59     | +1:28,844   | 15    |        |
| 12                                                                 | 20  | Kevin Magnussen  | Haas-Ferrari                 | 59     | +1:32,610   | 9     |        |
| 13                                                                 | 47  | Mick Schumacher  | Haas-Ferrari                 | 58     | +1 tur      | 12    |        |
| 14                                                                 | 63  | George Russell   | Mercedes                     | 57     | +2 tururi   | PL    |        |
| Ab                                                                 | 22  | Yuki Tsunoda     | AlphaTauri-RBPT              | 34     | Accident    | 10    |        |
| Ab                                                                 | 31  | Esteban Ocon     | Alpine-Renault               | 26     | Motor       | 17    |        |
| Ab                                                                 | 23  | Alexander Albon  | Williams-Mercedes            | 25     | Avarii      | 18    |        |
| Ab                                                                 | 14  | Fernando Alonso  | Alpine-Renault               | 20     | Motor       | 5     |        |
| Ab                                                                 | 6   | Nicholas Latifi  | Williams-Mercedes            | 7      | Avarii      | 19    |        |
| Ab                                                                 | 24  | Zhou Guanyu      | Alfa Romeo-Ferrari           | 6      | Coliziune   | 14    |        |
| Cel mai rapid tur: George Russell (Mercedes) – 1:46,458 (turul 54) |     |                  |                              |        |             |       |        |
| Sursa:                                                             |     |                  |                              |        |             |       |        |

Note
- ^2 – Distanța de cursă a fost programată inițial să fie de 61 de tururi înainte de a fi scurtată din cauza atingerii timpului maxim de cursă.[6]
- ^3 – Sergio Pérez a primit o penalizare de cinci secunde pentru că a căzut în urmă cu peste zece lungimi de mașină în timpul mașinii de siguranță. Poziția sa finală nu a fost afectată de penalizare.[8]

## Clasamentele campionatelor după cursă
|        | Poz. | Pilot            | Pct. |
| ------ | ---- | ---------------- | ---- |
|        | 1    | Max Verstappen   | 341  |
|        | 2    | Charles Leclerc  | 237  |
|        | 3    | Sergio Pérez     | 235  |
|        | 4    | George Russell   | 203  |
|        | 5    | Carlos Sainz Jr. | 202  |
| Sursa: |      |                  |      |

|        | Poz. | Constructor          | Pct. |
| ------ | ---- | -------------------- | ---- |
|        | 1    | Red Bull Racing-RBPT | 576  |
|        | 2    | Ferrari              | 439  |
|        | 3    | Mercedes             | 373  |
| 1      | 4    | McLaren-Mercedes     | 129  |
| 1      | 5    | Alpine-Renault       | 125  |
| Sursa: |      |                      |      |

- Notă: Doar primele cinci locuri sunt prezentate în ambele clasamente.
- Textul îngroșat indică concurenții care mai aveau șansa teoretică de a deveni Campion Mondial.